# جون كلارك (سياسي كندي)
جون كلارك هو سياسي كندي، ولد في 1835، وتوفي في 27 يوليو 1896 بسبب حمى التيفوئيد. حزبياً، نشط في الحزب الليبرالي الكندي. وقد انتخب عضو مجلس العموم الكندي عن دائرة Grey North (federal electoral district) ‏ (23 يونيو 1896 – 27 يوليو 1896).